# Sophie Wong
Sophie Wong, es un personaje ficticio de la serie de televisión australiana Winners & Losers, interpretada por la actriz Melanie Vallejo del 22 de marzo de 2011 hasta el 12 de septiembre de 2016.

## Biografía
Sophie asisten a su reunión de la secundaria y se reencuentra con sus mejores amigas de la infancia: Bec Gilbert, Frances James y Jenny Gross, el grupo está feliz de reencontrarse pero cuando se topan con Tiffany Turner, la enemiga del grupo y esta comienza a burlarse de Sophie, recordándole que en la secundaria era una niña gorda, ocasiona que Sophie termine llevándose un poco de cocaína a su casa. 
Después de salir con Frances y Bec, deciden comprar un billete de lotería y terminan ganando ocho millones de dólares, Sophie decide organizar una fiesta donde hay drogas y le dice a su hermana Donna que no le diga a sus padres, sin embargo las cosas salen mal cuando Sophie es arrestada por posesión de cocaína, sin embargo Frances termina rescatándola.
Las cosas empeoran cuando su propietario intenta desalojarla por no pagar el alquiler así que Sophie decide comprar el apartamento, durante la fiesta de compromiso de Bec, Sophie termina emborrachándose y acostándose con Patrick Gross, el hermano de Jenny.
Durante el final de la serie en el 2016 se revela que Sophie realiza trabajo comunitario en un centro comunitario de Nairobi, en donde abrirá el segundo centro médico para mujeres.